# Comtat de la Vall de Canet
El Comtat de la Vall de Canet és un títol nobiliari espanyol creat el 30 d'abril de 1910 pel rei Alfons XIII a favor de Ramon de Montaner i Vila.

## Comtes de la Vall de Canet
|                                   | Titular                           | Període                           |
| Creació per Alfons XIII d'Espanya | Creació per Alfons XIII d'Espanya | Creació per Alfons XIII d'Espanya |
| --------------------------------- | --------------------------------- | --------------------------------- |
| I                                 | Ramon de Montaner i Vila          | 1910-1921                         |
| II                                | Júlia de Montaner i Malató        | 1922-1964                         |
| III                               | Ramon de Capmany i Udaeta         | 1966-2015                         |
| III                               | Ramon Capmany Aubiña              | 2015- actualitat                  |

## Història
- Ramon de Montaner i Vila, I comte de la Vall de Canet. Empresari propietari de l'editorial Montaner i Simón i del castell de Santa Florentina, on va organitzar un sopar de gala per a Alfons XIII i poc després el rei va crear el títol nobiliari.

1. Estava casat amb Florentina Malató i Surinyach. El va succeir el 1922 la seva filla:

- Júlia de Montaner i Malató, II comtessa de la Vall de Canet.

1. Es va casar amb Ricard de Capmany i Roura, que va exercir de comte consort. No li va succeir el seu fill únic, Ramon de Capmany i de Montaner, casat amb Maria Victòria d'Udaeta i París, sinó que el títol va passar directament al fill de tots dos i, per tant, net de la II comtessa:

- Ramon de Capmany i Udaeta, III comte del Valle de Canet, des de 1966 fins al 2015.
- Ramon Capmany Aubiña, IV comte del Valle de Canet, des de 2015.